# Robert Howard (1584-1653)

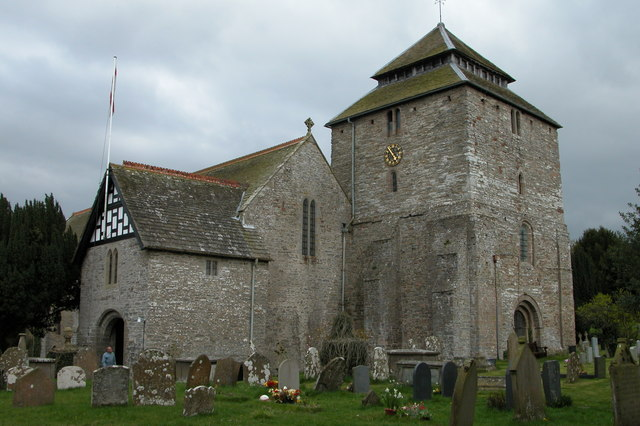
La chiesa di Clun, dove risiede il memoriale a sir Howard

Robert Howard (1584 – Hall in the Forest, 22 aprile 1653) è stato un nobile e politico inglese.

## Biografia
Era il quinto figlio di Thomas Howard, I conte di Suffolk e della seconda moglie Katherine Knyvet.
Nel 1626 alla morte del padre Howard ereditò il castello di Clun nello Shropshire mentre suo fratello maggiore Theophilus divenne il secondo conte di Suffolk. Robert si trovò ad essere prossimo erede anche nella linea di successione alla contea di Nottingham, secondo le volontà testamentarie di suo prozio Charles Howard.

### Frances Villiers
Howard ebbe una lunga relazione con Frances Villiers, figlia di Sir Edward Coke e moglie di Sir John Villiers, visconte Purbeck. La donna venne costretta ad andare in sposa a sedici anni al fratello di George Villiers, I duca di Buckingham.
Dall'unione adulterina nacque un figlio:
- Robert (Cripplegate, 19 ottobre 1624 – 1674).

Inizialmente venne chiamato Robert Wright ma col tempo prese il nome Villiers e fu alla fine conosciuto come Robert Danvers. Il duca di Buckingham portò la coppia davanti alla Star Chamber con l'accusa di adulterio: Frances Villiers fu trovata colpevole mentre Robert fu fatto prigioniero nella Fleet Prison e scomunicato per essersi rifiutato di rispondere alle domande.
Frances, Lady Purbeck, fu condannata a pagare una multa e ad essere imprigionata ma riuscì a scappare all'estero. Successivamente tornò in Inghilterra e mise casa con Howard a cui diede altri figli.
Nel 1635 Howard fu di nuovo portato davanti alla Star Chamber per rispondere della scandalosa relazione. Rifiutò di rispondere alle domande e finì di nuovo alla Fleet per tre mesi in isolamento. Alla fine si arrese all'obbligo di non avere più alcun contatto con Frances e di apparire di nuovo dinanzi alla Star Chamber.

### Politica
Nel 1623 Howard divenne membro del parlamento per il Bishops Castle nel Shropshire e venne scelto di nuovo nelle successive elezioni. Durante il secondo mandato, la Star Chamber ebbe un giudizio sfavorevole nei confronti di Howard tuttavia si trattava di un giudizio nato su motivazioni illegittime per cui le persone coinvolte vennero multate e Howard ricevette mille sterline a titolo di risarcimento.

### Guerra civile
Le sue simpatie nei confronti della corona risalivano al 1616 quando in occasione dell'investitura a principe di Galles del principe Carlo il 4 novembre, lui ed il fratello William (1600–1672) vennero creati cavalieri dell'ordine del Bagno.
Durante la guerra civile, guidò un reggimento di dragoni e fu responsabile del castello di Bridgnorth, roccaforte delle forze reali. Nel 1646 fu poi conquistato dai parlamentari e demolito dopo un assedio di tre settimane.
Howard dovette lasciare la camera dei comuni nel 1642 dopo l'uccisione del re ma partecipò alla sessione del parlamento tenutasi ad Oxford nel 1641.
Gli venne risparmiata la vita ma venne di nuovo multato dovendo pagare 952 sterline per riacquistare le sue terre sequestrate per punizione.

### Famiglia
Nel 1648 Howard si sposò con Catherine Nevill, figlia di Sir Henry Nevill, Barone Abergavenny. La coppia ebbe tre figli.
Howard morì il 22 aprile 1653 a Hall in the Forest e venne sepolto a Clun.

## Ascendenza
|                                   |               |                                          | Genitori                           |  |  | Nonni |  |  | Bisnonni                          |  |  | Trisnonni                          |  |
|                                   |               |                                          |                                    |  |  |       |  |  | Henry Howard, III conte di Surrey |  |  | Thomas Howard, III duca di Norfolk |  |
|                                   |               |                                          |                                    |  |  |       |  |  | Henry Howard, III conte di Surrey |  |  | Thomas Howard, III duca di Norfolk |  |
|                                   |               | Elizabeth Stafford                       |                                    |  |  |       |  |  | Henry Howard, III conte di Surrey |  |  |                                    |  |
| Thomas Howard, IV duca di Norfolk |               |                                          |                                    |  |  |       |  |  | Henry Howard, III conte di Surrey |  |  |                                    |  |
|                                   |               | Frances de Vere                          | John de Vere, XV conte di Oxford   |  |  |       |  |  |                                   |  |  |                                    |  |
|                                   |               | Frances de Vere                          | John de Vere, XV conte di Oxford   |  |  |       |  |  |                                   |  |  |                                    |  |
|                                   |               | Frances de Vere                          | Elizabeth Trussell                 |  |  |       |  |  |                                   |  |  |                                    |  |
| Thomas Howard, I conte di Suffolk |               | Frances de Vere                          |                                    |  |  |       |  |  |                                   |  |  |                                    |  |
|                                   |               | Thomas Audley, I barone Audley di Walden | Geoffrey Audley                    |  |  |       |  |  |                                   |  |  |                                    |  |
|                                   |               | Thomas Audley, I barone Audley di Walden | Geoffrey Audley                    |  |  |       |  |  |                                   |  |  |                                    |  |
|                                   |               | Thomas Audley, I barone Audley di Walden | Martha Wydeville                   |  |  |       |  |  |                                   |  |  |                                    |  |
| Margaret Audley                   |               | Thomas Audley, I barone Audley di Walden |                                    |  |  |       |  |  |                                   |  |  |                                    |  |
|                                   |               | Elizabeth Grey                           | Thomas Grey, II marchese di Dorset |  |  |       |  |  |                                   |  |  |                                    |  |
|                                   |               | Elizabeth Grey                           | Thomas Grey, II marchese di Dorset |  |  |       |  |  |                                   |  |  |                                    |  |
|                                   |               | Elizabeth Grey                           | Margaret Wotton                    |  |  |       |  |  |                                   |  |  |                                    |  |
| Robert Howard                     |               | Elizabeth Grey                           |                                    |  |  |       |  |  |                                   |  |  |                                    |  |
|                                   | Henry Knyvett | Thomas Knyvett                           |                                    |  |  |       |  |  |                                   |  |  |                                    |  |
|                                   | Henry Knyvett | Thomas Knyvett                           |                                    |  |  |       |  |  |                                   |  |  |                                    |  |
|                                   | Henry Knyvett | Marcella Howard                          |                                    |  |  |       |  |  |                                   |  |  |                                    |  |
| Henry Knyvett                     | Henry Knyvett |                                          |                                    |  |  |       |  |  |                                   |  |  |                                    |  |
|                                   |               | Anne Pickering                           | Christopher Pickering              |  |  |       |  |  |                                   |  |  |                                    |  |
|                                   |               | Anne Pickering                           | Christopher Pickering              |  |  |       |  |  |                                   |  |  |                                    |  |
|                                   |               | Anne Pickering                           | Jane Lewknor                       |  |  |       |  |  |                                   |  |  |                                    |  |
| Katherine Knyvett                 |               | Anne Pickering                           |                                    |  |  |       |  |  |                                   |  |  |                                    |  |
|                                   |               | James Stumpe                             | William Stumpe                     |  |  |       |  |  |                                   |  |  |                                    |  |
|                                   |               | James Stumpe                             | William Stumpe                     |  |  |       |  |  |                                   |  |  |                                    |  |
|                                   |               | James Stumpe                             | Joyce Berkeley                     |  |  |       |  |  |                                   |  |  |                                    |  |
| Elizabeth Stumpe                  |               | James Stumpe                             |                                    |  |  |       |  |  |                                   |  |  |                                    |  |
|                                   |               | Bridget Bayntun                          | Edward Bayntun                     |  |  |       |  |  |                                   |  |  |                                    |  |
|                                   |               | Bridget Bayntun                          | Edward Bayntun                     |  |  |       |  |  |                                   |  |  |                                    |  |
|                                   |               | Bridget Bayntun                          | Elizabeth Sulyard                  |  |  |       |  |  |                                   |  |  |                                    |  |
|                                   |               | Bridget Bayntun                          |                                    |  |  |       |  |  |                                   |  |  |                                    |  |